# Formula della Concordia
Formula della Concordia (1577) (tedesco, Konkordienformel; latino, Formula concordiae; anche il "libro di Berg" o il "libro di Bergen") è un autorevole dichiarazione di fede luterana (chiamata una confessione, Credo religioso o "simbolo") che, nelle sue due parti (Epitome e Dichiarazione di Solidarietà), costituisce la sezione finale del Corpus Doctrinae luterano o del "Corpo della dottrina", conosciuto come il Liber Concordiae (Libro di Concordia) (la maggior parte dei riferimenti a questi testi sono dell'edizione originale del 1580). L'"Epitome" è una breve e concisa presentazione di dodici articoli della Formula; la Dichiarazione di Solidarietà un'esposizione dettagliata. La Dottrina approvata è presentata in "tesi"; la dottrina rifiutata in "antitesi". Come il documento originale è stata scritta in tedesco; una traduzione in latino è stata preparata per l'edizione latina del Liber Concordiae pubblicato nel 1584.

## Articoli della Formula della Concordia
| Art. 1  | Del peccato originale                      | De peccato originis.             | Contro Mattia Flacio Illirico, che sosteneva l'appartenenza al peccato originale della natura umana. |
| Art. 2  | Del libero arbitrio                        | De libero arbitrio.              | Il rifiuto inequivocabile di una modifica possibile della volontà di Dio per la grazia con riferimento al De servo arbitrio di Lutero in contrapposizione con la controversia sinergica dei Filippistei. |
| Art. 3  | Della giustizia della fede di fronte a Dio | De iustitia fidei coram deo.     | Contro Andrea Osiander, la Giustificazione intesa come la natura interiore divina di Cristo nell'uomo, sia nei confronti di Franciscus Stancarus, che ha visto solo la natura umana di Cristo, nel corso della controversia Osiandriana: codificazione della giustificazione forense, l'idea di Filippo Melantone. |
| Art. 4  | Delle opere buone                          | De bonis operibus.               | Contro il teologo Georg Major, le buone opere necessarie per la salvezza, descritte e comparate da Nicolaus von Amsdorf, nel corso della "disputa Majoristica", ha affermato che le buone opere non servono per la beatitudine; insistendo invece sulla sola fide.                                                 |
| Art. 5  | Della Legge e del Vangelo                  | De lege et evangelio.            | Rilevando che il Vangelo è pura Grazia - non legge o pentimento. La dichiarazione è legata alla "controversia antinomica". |
| Art. 6  | Del terzo uso della legge                  | De tertio usu legis.             | Per contrastare la tesi, secondo la quale il cristiano rinato non avrebbe più bisogno della legge. |
| Art. 7  | Della Santa Cena di Cristo                 | De coena domini.                 | Nel corso della Seconda controversia eucaristica Rifiuto della comunione riformata e l'insegnamento cattolico che si concentrano sulla dottrina della presenza reale e l'ubiquità di Cristo. |
| Art. 8  | Della persona di Cristo                    | De persona Christi.              | L'enfasi sulla "Comunità più alta" sulla natura umana e divina in Cristo. |
| Art. 9  | Della discesa di Cristo agli inferi        | De descensu Christi ad inferos.  | Cristo dopo il funerale, nelle sue nature umana e divina, sono scese all'inferno, hanno sconfitto il diavolo e lui ha tolto così il potere dell'inferno. |
| Art. 10 | Delle tradizioni della Chiesa              | De ceremoniis ecclesiasticis.    | Anche in fatto di ordini e riti, noti come la "Controversia Adiaforistica" („questioni secondarie“) nello status confessionis non tollerano compromessi. |
| Art. 11 | Dall'eterna Provvidenza e la scelta di Dio | De aeterna praedestinatione Dei. | La predestinazione alla salvezza è la speranza, non c'è predestinazione alla dannazione come sostengono Calvino e Zwingli. |
| Art. 12 | Delle altre Eresie e Sette                 | De aliis haeresibus et sectis.   | Contro gli Anabattisti, risultano confuse in materia di polizia e di pulizia, contro i seguaci di Kaspar Schwenckfeld e i sostenitori dell'Arianesimo e dell'Antitrinitarismo. |